# Pygophora respondens
Pygophora respondens är en tvåvingeart som först beskrevs av Walker 1859.  Pygophora respondens ingår i släktet Pygophora och familjen husflugor. Inga underarter finns listade i Catalogue of Life.